# Ambasciata d'Italia a Berlino
L'Ambasciata d'Italia a Berlino è la missione diplomatica della Repubblica Italiana nella Repubblica Federale di Germania.
La sede dell'ambasciata si trova a Berlino, al n° 1 di Hiroshimastraße.

## Sede storica
Il palazzo fu progettato dall'architetto Friedrich Hetzelt e costruito tra il 1938 e il 1943, ma a causa della guerra, fu poco utilizzato dagli stessi ambasciatori del regime fascista.
A seguito dei bombardamenti e della divisione della città in due parti, l'edificio restò disabitato per decenni.
È tornato ad essere sede dell'Ambasciata italiana solo nel 2003, dopo circa sessanta anni di abbandono. L'edificio è posto sotto tutela monumentale (Denkmalschutz).

### Architettura
L'edificio è costruito nello stile neoclassico tipico del regime nazionalsocialista e presenta nella facciata principale sei colonne in travertino, tipico materiale delle costruzioni romane. Tra il 1999 e il 2003 è stato effettuato un importante lavoro di restauro conservativo che tuttavia ha lasciato la memoria di alcune delle distruzioni subite dalla struttura durante la guerra.
L'Ambasciata ospita inoltre molte opere artistiche, come arazzi e vasi, di manifattura italiana.

### Testi di approfondimento
- Wolfgang Schäche, L'edificio dell'ex Ambasciata Italiana a Berlino Tiergarten, Berlino (Ovest), 1980.
- Pierangelo Schiera (a cura di), Ambasciata d'Italia Berlino, Berlino, Jovis, 1999, ISBN 3-931321-58-4.
- (DE) Das Haus der Italienischen Botschaft in Berlin, in Deutsche Bauhütte, n. 45, 1941,  pp. 248 ss..
- (DE) Dino Alfieri, Die Italienische Botschaft in Berlin, in Die Kunst im Deutschen Reich, n. 5, 1941, edizione B,  pp. 155-174.
- (DE) Friedrich Hetzelt, Der Neubau der Königlichen Italienischen Botschaft in Berlin, in Die Kunst im Deutschen Reich, n. 5, 1941, edizione B,  pp. 155-174.
- (DE) Wolfgang Wolters, Die ehemalige italienische Botschaft im Tiergarten, in Norbert Huse (a cura di), Verloren – gefährdet – geschützt. Baudenkmale in Berlin, Berlino (Ovest), Argon Verlag, 1988,  pp. 304-309, ISBN 3-87024-131-4.
- (DE) Matthias Donath, Architektur in Berlin 1933–1945. Ein Stadtführer, 1ª ed., Berlino, Lukas Verlag für Kunst- und Geistesgeschichte, 2004,  pp. 99-106, ISBN 3-936872-26-0.
- Gaetano Cortese, Il Palazzo sul Tiergarten - L'Ambasciata d'Italia a Berlino (PDF), Roma, Stabilimenti Tipografici Carlo Colombo, 2017. Segnalato in  Stefano Baldi, Libri fotografici sulle Rappresentanze diplomatiche italiane all'estero, su baldi.diplomacy.edu. URL consultato il 22 settembre 2022.